# 赤尾藤吉郎
赤尾 藤吉郎（あかお とうきちろう、1871年9月1日（明治4年7月17日）- 1938年（昭和13年）10月3日）は、日本の政治家、弁護士。衆議院議員（立憲政友会）。

## 略歴
1871年（明治4年）7月、山梨県東八代郡英村に生まれる。1895年（明治28年）に和仏法律学校（法政大学の前身）を卒業、弁護士試験に合格し、東京地方裁判所所属弁護士として弁護士業に従事する。
四谷区会議員などを経て、1928年（昭和3年）に第16回衆議院議員総選挙に当選する。1938年（昭和13年）10月3日に死去。
墓所は青山霊園1-イ1-19。正面赤尾家之墓。